# Embd
Embd (walsertyska: Ämd) är en ort och kommun i distriktet Visp i kantonen Valais, Schweiz. Kommunen har 294 invånare (2023).